# Великая Отечественная война — день за днём

«Великая Отечественная война — День за днём: по материалам рассекреченных оперативных сводок Генерального штаба Красной армии» — общее название многотомника, разработанного совместными усилиями Института военной истории Военной академии Генерального штаба ВС РФ и Центрального архива Министерства обороны РФ, при участии Главного оперативного управления ГШ ВС РФ, и опубликованного в 2008—2010 годах Военным издательством.
В многотомник входит 9 основных томов, освещающих события Великой Отечественной войны с июня 1941 по май 1945 года, а также дополнительное издание о завершающем этапе Второй мировой войны. Первые 5 томов вышли в 2008 году.
В 2011 году вышел дополнительный том «Советско-японская война — день за днём. „Победный финал второй мировой войны“», ставший логическим завершением издания.

## Авторский коллектив
Издание позиционируется как «Коллективный труд Федерального государственного учреждения „Институт военной истории Министерства Обороны Российской Федерации“ и Центрального архива Министерства Обороны Российской Федерации». Авторы-составители: Ефремов А. Д., Захарин И. В., Луговской С. В., Матвеев В. Г., Новиков Е. С., Полунин А. Г., Самойлов С. В.

## Структура
Каждый из томов отражает конкретный исторический отрезок времени. Читателям в хронологическом порядке предлагается изучить оперативные сводки Генерального штаба РККА по всем фронтам на каждый день на 8 часов утра.
Текст оформлен по правилам современной орфографии с сохранением особенностей стиля 1940-х годов, принятых тогда сокращений и военных терминов. Грамматические ошибки, не меняющие смысл документов, исправлены без оговорок. Наименования населенных пунктов в издании даются в соответствии с текстом оперативных сводок. В издании помещены схемы ведения боевых действий и приведены некоторые имеющиеся в настоящее время в переводах документы вермахта, позволяющие более глубоко вникнуть в обстановку того времени. В каждом томе имеются карты, фотоиллюстрации, указатель имен, список сокращений и условных обозначений, каждый документ снабжен архивными данными.
| Том    | Название                                                                      | Освещаемый период           | Оперативные сводки ГШ РККА, вошедшие в том | Дополнительные документы, вошедшие в том |
| ------ | ----------------------------------------------------------------------------- | --------------------------- | ------------------------------------------ | --- |
| 1 том  | Вторжение                                                                     | 22 июня — 30 сентября 1941  | [ нет в источнике ]                        | [ нет в источнике ] |
| 2 том  | Срыв плана «молниеносной войны»                                               | 1 октября — 31 декабря 1941 | [ нет в источнике ]                        | [ нет в источнике ] |
| 3 том  | Через новые испытания                                                         | 1 января — 30 июня 1942     | [ нет в источнике ]                        | [ нет в источнике ] |
| 4 том  | Схватка на юго-западном направлении                                           | 1 июля — 31 декабря 1942    | с № 182 (490) по № 365 (673)               | [ нет в источнике ] |
| 5 том  | На пути к огненной дуге                                                       | 1 января — 30 июня 1943     | с № 01 (674) по № 176 (849)                | [ нет в источнике ] |
| 6 том  | Коренной перелом                                                              | 1 июля — 31 декабря 1943    | с № 182 (855) по № 365 (1038)              | Немецкие документы о подготовке и проведению операции «Цитадель» |
| 7 том  | Прорыв государственной границы                                                | 1 января — 30 июня 1944     | № 1 (1039) по № 182 (1220)                 | Документы немецкого военного руководства |
| 8 том  | Освобождение                                                                  | 1 июня — 31 декабря 1944    | с № 183 (1221) по № 366 (1404)             | 1. Документы немецкого командования и командования групп армий2. Дневные оперативные сводки штаба 3-й танковой армии штабу группы армий «Центр»3. Суточные оперативные донесения штаба 6-й армии штабу группы армий «Юг» |
| 9 том  | Великая победа                                                                | 1 января — 24 мая 1945      | с № 1 (1405) по 145 (1647)                 | [ нет в источнике ] |
| 10 том | Советско-японская война — день за днём. «Победный финал второй мировой войны» | 9 августа — 2 сентября 1945 | [ нет в источнике ]                        | показания пленных японских должностных лиц и др. |

## Описание отдельных томов
В первый том многотомника, «Вторжение», вошли оперативные сводки Генерального штаба Красной армии с 22 июня по 30 сентября 1941 года, отражающие один из самых напряжённых и драматических периодов в ходе всей войны — поражение и вынужденное отступление приграничных войск Красной армии в результате внезапного удара германских сил, сопровождавшееся значительными потерями в людях и военной технике. В этот период многие соединения и объединения Красной армии оказались в окружении, либо полностью или частично разгромлены. Только ввод в сражение сил второго стратегического эшелона позволил задержать продвижение германских ударных группировок в районах Луги, Смоленска и Киева..
Во второй том, «Срыв плана „молниеносной войны“», включены оперативные сводки с 1 октября по 31 декабря 1941 года. В этот период на советско-германском фронте произошли переломные для хода войны события, основным из которых стала Московская битва, когда в ходе обороны советской столицы и последующего контрнаступления советских войск немецкая армия потерпела первое поражение с начала Второй мировой войны. Также в этот период советской армии удалось нанести чувствительные удары противнику под Тихвином и Ростовом-на-Дону. В итоге оказались сорваны как планы гитлеровского командования по овладению Москвой, так и в целом расчёт на сокрушение Советского Союза в 1941 году в ходе «молниеносной войны».
Четвёртый том, «Схватка на юго-западном направлении», содержит оперативные сводки с 1 июля по 31 декабря 1942 года. Это время Сталинградская битва и ноябрьский переход советских войск в контрнаступление под Сталинградом, а также начало Битвы за Кавказ.
Пятый том, «На пути к огненной дуге», содержит оперативные сводки с 1 января по 30 июня 1943 года, отражающие прорыв блокады Ленинграда, завершение Сталинградской битвы и продолжающуюся битву за Кавказ. Немалое место отведено событиям на западном и юго-западном направлениях советско-германского фронта, образованию в районе Курска дугообразного выступа, так называемой «огненной дуги», наступлению стратегической паузы.
Шестой том,  «Коренной перелом», содержит оперативные сводки летне-осенней кампании с 1 июля по 31 декабря 1943 года.  Это период Курской битвы, закончившейся полным провалом немецкой операции «Цитадель», развития боевых действии в Битве за Днепр, победоносного завершения советскими войсками и силами флота Битвы за Кавказ. В конечном итоге был достигнут коренной перелом в войне в пользу СССР.
«Советско-японская война — день за днём. „Победный финал второй мировой войны“» — 10-й том многотомника, посвященный окончанию Второй мировой войны, а именно Советско-японской войне, которая продолжалась с 9 августа по 2 сентября 1945 г. В томе дано описание в документах происходивших военных действий, предопределивших достижение советскими войсками Победы над Японией и в конечном счете, совместно с союзниками, Победы во Второй мировой войне.
В томе отображены архивные документы Верховного главнокомандования советских войск, Забайкальского фронта, 1-го и 2-го Дальневосточных фронтов, показания пленных японских должностных лиц и др.

## Выходные данные
- Великая Отечественная война — день за днем : по материалам рассекреченных оперативных сводок Генерального штаба Красной Армии : в 10 т. / авт.-сост. И. В. Захарин (рук.) и др.. — Москва : Военное издательство, 2008. — Т. 1 : «Вторжение», 22 июня — 30 сентября 1941 г.. — 575 с. : [12] л. ил., к.
- Великая Отечественная война — день за днем : по материалам рассекреченных оперативных сводок Генерального штаба Красной Армии : в 10 т. / авт.-сост. И. В. Захарин (рук.) и др.. — Москва : Военное издательство, 2008. — Т. 2 : «Срыв плана „Молниеносной войны“», 1 октября — 31 декабря 1941 г. — 472 с. : [12] л. ил., к.
- Великая Отечественная война — день за днем : по материалам рассекреченных оперативных сводок Генерального штаба Красной Армии : в 10 т. / авт.-сост. И. В. Захарин (рук.) и др.. — Москва : Военное издательство, 2008. — Т. 3 : «Через новые испытания», 1 января — 30 июня 1942 г.. — 688 с. : [10] л. ил., к.
- Великая Отечественная война — день за днем : по материалам рассекреченных оперативных сводок Генерального штаба Красной Армии : в 10 т. / авт.-сост. И. В. Захарин (рук.) и др.. — Москва : Военное издательство, 2008. — Т. 4 : «Схватка на юго-западном направлении», 1 июля — 31 декабря 1942 г.. — 672 с. : [12] л. ил.
- Великая Отечественная война — день за днем : по материалам рассекреченных оперативных сводок Генерального штаба Красной Армии : в 10 т. / авт.-сост. И. В. Захарин (рук.) и др.. — Москва : Военное издательство, 2008. — Т. 5 : «На пути к огненной дуге», 1 января - 30 июня 1943 г.. — 496 с. : ил., карт.
- Великая Отечественная война — день за днем : по материалам рассекреченных оперативных сводок Генерального штаба Красной Армии : в 10 т. / авт.-сост. И. В. Захарин (рук.) и др.. — Москва : Военное издательство, 2010. — Т. 6 : «Коренной перелом», 1 июля — 31 декабря 1943 г. / Сост. А.Д. Ефремов, И.В. Захарин, С.В. Луговской, В.Г. Матвеев, Е.С. Новиков, А.Г. Полунин, С.В. Самойлов. — 734 с. : ил., карт. — 2000 экз. — ISBN 978-5-203-02091-8.
- Великая Отечественная война — день за днем : по материалам рассекреченных оперативных сводок Генерального штаба Красной Армии : в 10 т. / авт.-сост. И. В. Захарин (рук.) и др.. — Москва : Военное издательство, 2010. — Т. 7 : «Прорыв к государственной границе», 1 января − 30 июня 1944 г. / Сост. А.Д. Ефремов, И.В. Захарин, С.В. Луговской, В.Г. Матвеев, Е.С. Новиков, А.Г. Полунин, С.В. Самойлов. — 616 с. : ил., карт. — 2000 экз. — ISBN 978-5-203-02093-2.
- Великая Отечественная война — день за днем : по материалам рассекреченных оперативных сводок Генерального штаба Красной Армии : в 10 т. / авт.-сост. И. В. Захарин (рук.) и др.. — Москва : Военное издательство, 2010. — Т. 8 : «Освобождение», 1 июля — 31 дек. 1944 г. / авторы-составители: А. Д. Ефремов и др.. — 730, [4] с. : ил., карт. — 2000 экз. — ISBN 978-5-904031-02-2.
- Великая Отечественная война — день за днем : по материалам рассекреченных оперативных сводок Генерального штаба Красной Армии : в 10 т. / авт.-сост. И. В. Захарин (рук.) и др.. — Москва : Военное издательство, 2010. — Т. 9 : «Великая Победа», 1 января - 24 мая 1945 г. / авторы-составители: А. Д. Ефремов и др.. — 591 с. : ил., карт. — 2000 экз. — ISBN 978-5-203-02095-6.
- Советско-японская война — день за днём. «Победный Финал Второй мировой войны» : По материалам рассекреченных архивных документов Верховного Главнокомандования и фронтов Красной Армии. / Авт.-сост. А.Д. Ефремов, В.И. Лещик, В.Г. Матвеев, Е.С. Новиков, А.Г. Полунин, С.В. Самойлов, О.А. Смирнова. — М., 2011. — 730 с. : ил. — 2000 экз.